# المتوكل على الله الأول
أبو عبد الله محمد بن المعتضد المتوكل على الله ( - 18 رجب 808 هـ) سابع خلفاء الدولة العباسية في مصر.  حكم من جمادى الأولى 763هـ أي بعد وفاة أبيه إلى 18 رجب 808 هـ.
ويقال: إنه جاء له مئة ولد ما بين مولود وسقط، ولي الخلافة منهم خمسة المستعين العباسى، والمعتضد داود، والمستكفي سليمان، والقائم حمزة، والمستنجد يوسف. في رجب سنة 785 هـ قبض برقوق على الخليفة المتوكل، وخلعه وحبسه بقلعة الجبل، وبويع بالخلافة عمر بن إبراهيم بن محمد المستمسك بن الحاكم بأمر الله ولقب الواثق بالله، فاستمر في الخلافة إلى أن مات يوم الأربعاء 17 شوال سنة 788 هـ، فكلم الناس برقوق في إعادة المتوكل إلى الخلافة فلم يقبل، وعين مكانه محمد زكريا ولكن برقوق ندم على ما فعله بالمتوكل، وأعاده مرة أخرى إلى الخلافة واستمر بها إلى أن مات. وقد تُوفي المتوكل ليلة الثلاثاء 18 رجب 808 هـ.